# راندي بيفرلي
راندي بيفرلي (بالإنجليزية: Randy Beverly)‏ هو لاعب كرة قدم أمريكية أمريكي، ولد في 3 أبريل 1944 في وايلدوود في الولايات المتحدة.

## وصلات خارجية
- راندي بيفرلي على موقع مرجع كرة القدم المحترفة.كوم (الإنجليزية)